# 교향곡 15번 (쇼스타코비치)
《교향곡 제15번 가장조 작품번호 141》은 드미트리 쇼스타코비치가 1971년에 작곡한 마지막 교향곡이다. 1972년 1월 8일에 작곡가의 아들인 막심 쇼스타코비치의 지휘로 초연되었다.

## 악장 구성
총 4악장으로 이루어져 있다.
- 1악장: 조금 빠르게
- 2악장: 매우 느리게-아주 느리게-매우 느리게-아주 느리게
- 3악장: 조금 빠르게
- 4악장: 매우 느리게-조금 빠르게-매우 느리게-조금 빠르게

## 악기 편성
- 목관악기: 피콜로, 플루트2, 오보에2, 클라리넷(가조)2, 바순2
- 금관악기: 호른4, 트럼펫2, 트롬본3, 튜바
- 타악기: 팀파니4, 실로폰, 글로켄슈필, 비브라폰, 큰북, 작은북, 톰톰(소프라노), 심벌즈, 탐탐, 트라이앵글, 캐스터네츠, 우드블록, 채찍
- 건반악기: 첼레스타
- 현악기: 제1바이올린(16), 제2바이올린(14), 비올라(12), 첼로(12), 더블베이스(10)